# Publio Petronio (prefetto d'Egitto)
Publio Petronio (latino: Publius Petronius; fl. 25-23 a.C.) è stato un politico romano di età imperiale, terzo prefetto della provincia romana d'Egitto.

## Biografia
Nel 25 a.C., quando gran parte dell'esercito romano era impegnato in Arabia, la candace Imanarenat, regina di Kush a Meroe, invase l'Egitto, sconfiggendo tre coorti a Siene e travolgendo File ed Elefantina, dove le statue di Augusto furono distrutte e la popolazione ridotta in schiavitù.
Petronio, prefetto d'Egitto, reagì attaccando e conquistò la capitale nubiana, che fu saccheggiata; molti generali nubiani furono catturati e, assieme ad altri schiavi, furono inviati all'imperatore. Per controllare la frontiera, Petronio fortificò Ibrim e raccolse due anni di viveri ed equipaggiamento per la guarnigione di 400 soldati che lasciò sul posto.
Le pesanti tasse imposte da Petronio causarono il sollevamento dei Nubiani (23 a.C.), che attaccarono la guarnigione lasciata da Petronio, obbligando il prefetto ad affrontare il nemico. La guerra cessò quando gli emissari della candace incontrarono Augusto a Samo (21/20 a.C.), ottenendo un trattato di pace che prevedeva l'abolizione del tributo richiesto da Petronio e che durò per due secoli.
In politica interna si deve a Petronio la bonifica di vari canali d'irrigazione, che consentirono una ripresa dell'agricoltura.